# Kang Hyun-wook
Kang Hyun-Wook (sinh ngày 4 tháng 11 năm 1985) là một cầu thủ bóng đá Hàn Quốc kể từ năm 2013 thi đấu cho Changwon City ở Giải Quốc gia Hàn Quốc.
Anh từng thi đấu cho Daejeon Citizen ở K League.